# سایوری ایشیکاوا
سایوری ایشیکاوا (انگلیسی: Sayuri Ishikawa؛ زادهٔ ۳۰ ژانویهٔ ۱۹۵۸) خوانندگی اهل ژاپن است. وی از سال ۱۹۷۳ میلادی تاکنون مشغول فعالیت بوده‌است.